# Abri Romaní

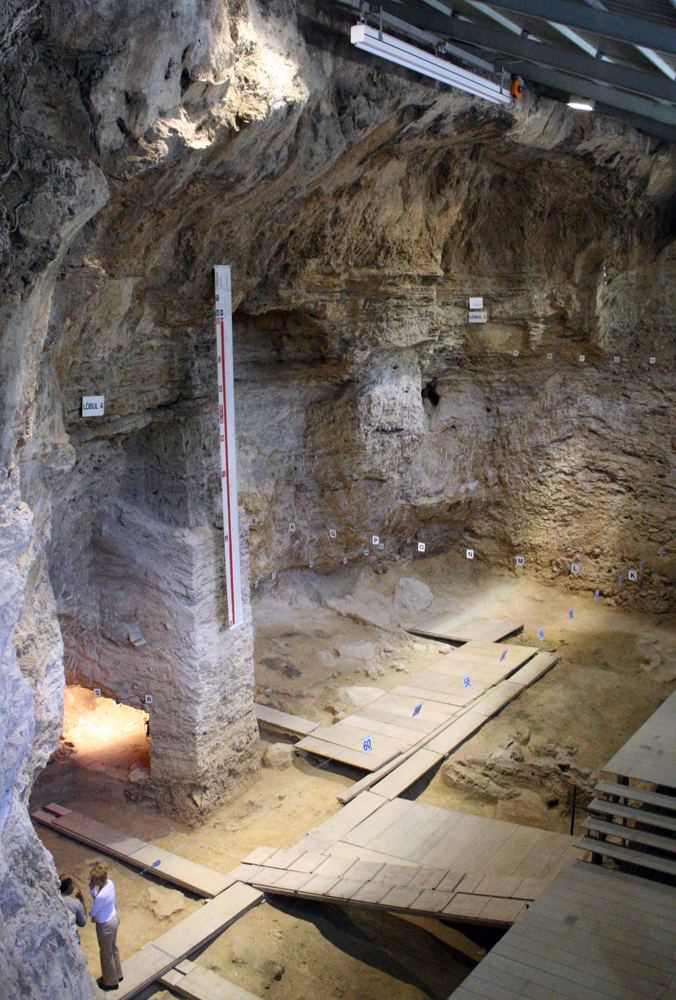
Colonne stratigraphique témoin des niveaux de travertin de l'abri Romaní

Pour les articles homonymes, voir Romani (homonymie).
L'abri Romaní (abric Romaní en catalan) est un abri sous roche et un site préhistorique situé sur la commune de Capellades, dans la comarque d'Anoia, en Catalogne, en Espagne.
Les premiers artéfacts archéologiques ont été reconnus en 1909 par Amador Romaní, qui a par la suite donné son nom à l'abri (il s'appelait auparavant Balma del Fossar Vell). Le site est daté principalement du Paléolithique moyen final, de 70 000 à 39 000 ans avant le présent (AP), correspondant à une occupation par l'Homme de Néandertal. Les fouilles ont livré une industrie lithique typique du Moustérien, industrie attribuée en Europe à Néandertal. Toutefois, la présence d'une industrie aurignacienne dans la couche la plus récente, vers 39 000 ans AP, suggère l'arrivée de l'Homme moderne dans l'abri à cette époque.

## Situation
L'abri Romaní est situé sous les falaises dites du chapelain (Cingles d'El Capelló en catalan), formées par d'anciennes terrasses et fontaines à travertin (tufière) qui traversent la cordillère pré-littorale au niveau de la ville de Capellades. Le site est à environ 350 mètres d'altitude et à environ 60 mètres du lit de la rivière Anoia.

## Historique

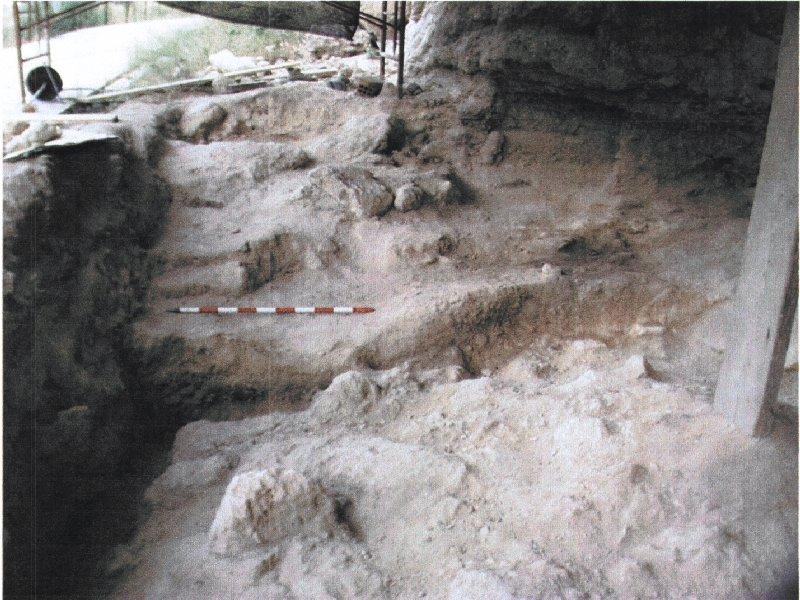
Vue de dessus de l' abric Agut, on voit en contrebas des zones de fouilles archéologiques.

Le site a été exploité comme carrière de pierre au cours des XIVe et XVe siècles. Puis au cours du XIXe siècle, l'abri Romaní a été utilisé comme cimetière, sous le nom de Balma del Fossar Vell. En 1909, l'archéologue Amador Romaní y commence des fouilles, déplaçant les restes humains au cimetière de Capellades. La seconde intervention a été parrainée par l'Institut d'Estudis Catalans et dirigée par Norbert Font-Sagué, en collaboration avec Lluís Maria Vidal. Plusieurs campagnes de fouilles furent ainsi menées jusqu'à la mort d'Amador Romaní en 1930. Les seules informations stratigraphiques pertinentes issues de ces fouilles concernent le niveau le plus récent datant du Paléolithique supérieur. À la même époque, d'autres sites situés sous la même falaise furent découverts, comme l'abric Agut.
À partir de 1950, Eudald Ripoll et Henry de Lumley poursuivent les fouilles pendant une quinzaine d'années. Dans les années 1980, le Centre de recherche paléoécosocial reprit les fouilles, et depuis 1989 les recherches sont menées par le département de Préhistoire de l'université Rovira i Virgili de Tarragone.

## Géologie

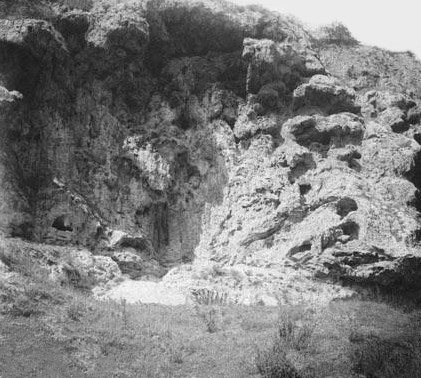
Vue de face de l'abri, on voit en haut le reste du dôme de la tufière.

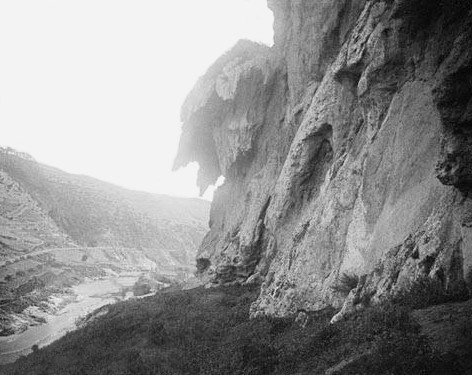
Abri Romani, reste de tufière fossilisé.

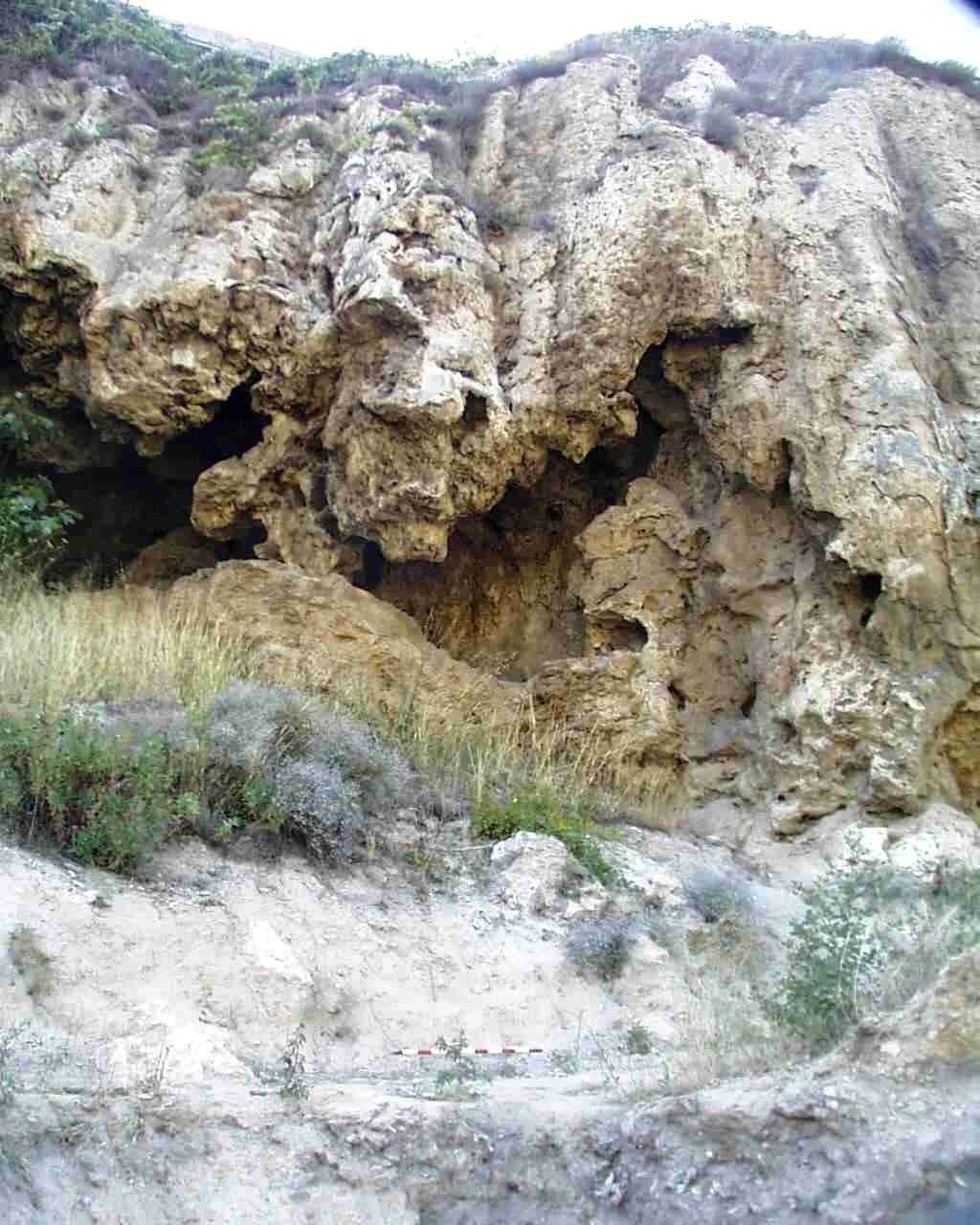
Site archéologique voisin de la Balma dels Pinyons, sous la même falaise.

Le toit en forme de dôme de l'abri Romani est l'une des anciennes tufières fossilisées qui se sont développées le long de la falaise dite du chapelain (Cingles d'El Capelló). L'Abri lui-même forme une cavité qui semble être une ancienne exsurgence d'eaux très riches en carbonate de calcium, ce qui a permis la formation de travertins, roches sédimentaires calcaires formées par des organismes vivants.
Cinq phases sédimentaires ont été relevées sur le site à partir d'éléments de la toiture de l'abri. De là plus récente (phase I) à la plus ancienne (phase V) :
- Phase I : remplissage final (dernier moment géologique de l'abri), essentiellement défini comme une phase à sédimentation lente formée principalement de fragments de stalagmite et de lœss non natif.
- Phase II : phase d'égouttage caractérisée par des dômes qui se transforment en gours remplis de faciès à faible énergie.
- Phase III : phase de la corniche basale formée par les sédiments gravitationnels de la ligne des eaux. Cette phase correspond aux niveaux I et H archéologiques.
- Phase IV : chute de gros blocs.
- Phase V : dépôts formés par la chute de blocs qui alternent avec des épisodes de sédimentation par l'eau.

Le site a été fortement érodé et le dôme s'est en grande partie effondré.
La datation par le carbone 14 et par l'uranium-thorium du remplissage sédimentaire et des vestiges archéologiques a donné une fourchette chronologique allant de 70 000 à 39 000 ans avant le présent (AP).

## Paléoclimat
Des recherches récentes ont permis, grâce aux analyses de pollen réalisées par F. Burjachs-Julià, de déterminer globalement les différentes périodes climatiques, les espèces végétales étant des indicateurs de qualité pour déterminer la dynamique paléoécologique.
Cinq phases paléoclimatiques se dégagent :
- De 70 200 à 65 500 ans avant le présent (AP) : phase la plus chaude de l'occupation, pour laquelle le pollen des arbres atteint 88% du total représenté. Les principaux taxons végétaux thermophiles sont le chêne (Quercus) et des oléacées genre phillyrea.
- De 65 000 à 56 800 ans AP : refroidissement marqué par l'expansion des pins (genre Pinus), qui atteignent une représentation de 72%, du genévrier (Juniperus), des armoises (genre Artemisia) et des poacées, qui caractérisent toute la séquence.
- De 56 800 à 49 500 ans AP : alternance de phases chaudes et froides. Comme pour la séquence précédente, on note la présence de l'armoise, des poacées et du pin. Toutefois, la présence de taxons thermophiles suggèrent la présence d'épisodes plus chauds dans cette période froide.
- De 49 500 à 46 200 ans AP : climat froid et aride, déduit de l'observation des niveaux les plus bas de pollen d'arbre ainsi que de la présence d'astéracées, de poacées et d'armoises.
- De 46 200 à 40 800 ans AP : réchauffement caractérisé par l'expansion du pin et du genévrier (Juniperus), ainsi que l'augmentation des taxons thermophiles chêne et oléacées phillyrea.

## Description

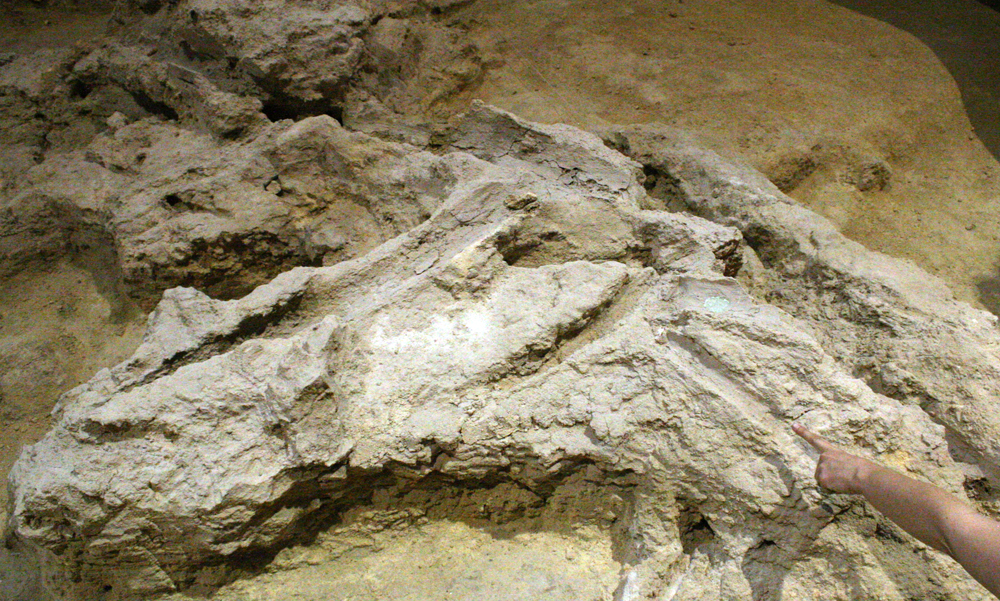
Moulages naturels en travertin d'éléments en bois datant du Paléolithique moyen.

L'abri Romaní a livré une stratigraphie de 17 m de hauteur, dans laquelle 27 niveaux archéologiques ont été identifiés. Ces niveaux correspondent à des occupations moustériennes, liées à la présence de l'Homme de Néandertal. Au sommet de la séquence, des vestiges aurignaciens apparaissent.
La résurgence d'eaux très riches en carbonate de calcium a permis la préservation tout à fait exceptionnelle du négatif de certains éléments en bois : le fait que les restes de bois furent recouverts ensuite par une eau riche en carbonate de calcium a conduit à la formation d'une croûte de travertin autour, créant un moulage naturel. Ce phénomène de préservation est exceptionnel dans le monde. Ces restes fossilisés permettent ainsi de déduire comment les Néandertaliens ont abattu un arbre, travaillé le bois, organisé leur vie. Par exemple, le négatif d'un long morceau de bois, d'environ cinq mètres de long et 6 cm d'épaisseur à une extrémité et 3 cm à l'autre, et vieux de plus de 55 000 ans, a été trouvé. Il a été identifié comme une branche de pin utilisée pour construire une cabane à l'intérieur de l'abri. Au total, environ 100 outils en bois et environ 300 foyers pour faire du feu ont été identifiés, ce qui en fait l'un des sites archéologiques les plus importants d'Europe en matière de vestiges de foyers néandertaliens.
En revanche, le site n'a livré aucun reste osseux humain.

## Industrie lithique
Une certaine variabilité a été observée en ce qui concerne la chaîne opératoire. À partir de l'analyse de cette chaîne opératoire, deux types d'occupations de l'abri Romaní par l'homme de Néandertal ont pu être distingués. D'une part, les occupations de courte durée, caractérisées par des répétitions dans le débitage individuel lié à chacune des activités exercées sur le site ; d'autre part, des occupations de longue durée, caractérisées par des chaînes opératoires complexes et complètes.
Les analyses effectuées ont permis de déterminer la fonctionnalité des outils taillés qui étaient destinés au traitement des plantes, au dépeçage des animaux et au traitement de leurs peaux.
Selon des études technologiques, les groupes qui occupaient l'abri Romani exploitaient les matériaux les plus proches de l'abri, ce qui aurait permis de les utiliser immédiatement, comme c'est le cas pour le calcaire, le travertin, le quartz, etc. Ces types de matériau ont fourni des chaînes opératoires complètes, tandis que d'autres matériaux débités, tels que le silex de meilleure qualité, mais provenant d'endroits plus éloignés, ne sont abandonnés qu'après avoir été complètement usés.

## Analyse
Les longues chaînes opératoires lithiques de l'abri Romaní indiquent une complexité structurelle dans l'obtention, le transport et la consommation des animaux de la part des Néandertaliens. De par les caractéristiques et des similitudes dans la distribution spatiale des différents matériaux de l'abri, on arrive à comparer la vie des Néandertaliens de l'abri Romaní à celle des communautés de chasseurs-cueilleurs du Paléolithique supérieur. Cela suggère que les groupes de chasseurs-cueilleurs néandertaliens avaient une grande capacité de prévoyance, et étaient capables de créer une carte mentale qui relie dynamiquement entre elles toutes les étapes de production d'outils, autant que les chasseurs-cueilleurs Sapiens.
La complexité des occupations néandertaliennes du site peut être constatée dans la diversité des différentes chaînes opératoires, qui reflètent les modes d'obtention de la nourriture (à la fois pour la chasse et pour la cueillette), la manière dont ils doivent gérer leur domaine, et les comportements sociaux au sein de la communauté. Ainsi, les schémas récurrents dans les techniques de production indiquent des comportements complexes nécessairement transmis au sein du groupe. La capacité d'organisation sociale de ces hommes aurait été basée sur la capacité de maintenir des groupes unis, sur des territoires où ils pratiquaient le nomadisme, occupant cycliquement des espaces précédemment connus. Selon ces chercheurs, au moins au stade isotopique 3, les groupes de Néandertaliens qui occupaient cet abri auraient très peu différé sur le plan cognitif des premiers hommes modernes arrivés en Europe.